# Quemar las naves
Quemar las naves és una pel·lícula mexicana de l'any 2007 dirigida per Francisco Franco Alba, a partir del guió coescrit per la directora i l'actriu boliviana María Renée Prudencio. La pel·lícula va ser rodada a l'estat de Zacatecas i tracta temes com l'assertivitat personal, la pèrdua, l'adolescència, i les opcions sexuals. Es va estrenar oficialment el 10 d'octubre de 2007 en el marc del Festival Internacional de Cinema de Morelia.

## Argument
Sebastián (Ángel Onésimo Nevárez) i Helena (Irene Azuela) són dos germans adolescents que viuen en una vella casa amb la seva mare moribunda, la cantant Eugenia Díaz (Claudette Maillé). Sebastián cursa la preparatòria i té amics. L'arribada de Juan (Bernardo Benítez), un adolescent de classe baixa que ve de la mar, provoca en el noi inquietuds que mai havia experimentat, com la seva sexualitat. Helena és la germana major de la família i està a cura de la seva mare fins a la seva mort. Somia amb viatjar a algun país fred i estudia anglès. El seu afecte obsessiu pel seu germà la porta a una misteriosa sensació incestuosa.
A més de la mort de la seva mare, la partida de la criada Chayo (Aida López), la renuència a viure amb el seu pare Efraín (Juan Carlos Barreto) i el significat de Juan en la vida de Sebastián, les circumstàncies es fan més confuses quan els germans prenen una inquilina, Aurora (Jessica Segura), que s'involucra amb Ismael (Ramón Valdez Urtiz), ric company de classes de Sebastián, forçant als dos germans a definir la seva actitud cap al amor, el sexe, l'amistat, el poder i la traïció.

## Repartiment
- Irene Azuela... Helena
- Ángel Onésimo Nevárez... Sebastián
- Claudette Maillé... Eugenia
- Bernardo Benítez... Juan
- Ramón Valdez Urtiz... Ismael
- Aida López... Chayo
- Jessica Segura... Aurora
- Juan Carlos Barreto... Efraín
- Úrsula Pruneda... Madre Margarita

## Premis
La pel·lícula que va tenir el suport d'Amalia García, governadora de l'estat mexicà de Zacatecas, va obtenir dos premis als L edició dels Premis Ariel: el Premi Ariel a la millor actriu per Irene Azuela i el Premi Ariel a la Millor Música Original per Alejandro Giacomán i cançons de Joselo Rangel, amb la veu interpretativa de Julieta Venegas i Eugenia León.